# Чаплыгин, Николай Николаевич (учёный)
Николай Николаевич Чаплыгин (19 декабря 1940 — 7 ноября 2015) — советский учёный-геолог, лауреат премии имени Н. В. Мельникова (2004).

## Биография
Родился 19 декабря 1940 года.
В 1964 году — окончил Московский геологоразведочный институт.
В 1974 году — родилась дочь Чаплыгина Ксения Николаевна.
В 1969 году — защитил кандидатскую диссертацию.
В 1989 году — защитил докторскую диссертацию, тема: «Методология системного обоснования технического перевооружения карьеров».
С 1981 по 1991 годы — работал в Горном институте КНЦ РАН пройдя путь от старшего научного сотрудника до заместителя директора по научной работе (1988).

## Научная деятельность
Специалист в области теории проектирования открытой разработки месторождений, системного анализа горного производства.
Провел целенаправленный анализ и синтез больших систем горного производства и дал этому количественные оценки.
Исследовал проблемы развития горного производства на предприятиях.
Разработал новый метод оценки эффективности горной техники на ресурсной основе, предусматривающий измерение отдачи совокупности производственных ресурсов, воплощенных в системе машин, при изменении состава оборудования и его параметров. Метод позволил выявить целесообразное направление ресурсосбережения на карьерах при их техническом перевооружении, изменение эффективности новой техники в различных сочетаниях технических средств с учётом конечного результата работы комплексов оборудования, а также рекомендовать наиболее эффективные системы машин для различных условий их эксплуатации.

## Основные публикации
- Современные принципы теории проектирования карьеров, 1987
- Системный анализ развития горнодобывающих предприятий, 1991

## Награды
- Премия Совета Министров СССР (1982) [источник не указан 1106 дней]
- Премия Президента Российской Федерации в области образования[1]
- Премия имени Н. В. Мельникова (совместно с К. Н. Трубецким, Д. Р. Каплуновым, за 2004 год) — за серию работ «Развитие теоретических основ комплексного освоения и сохранения недр в системе наук о Земле»[источник не указан 1106 дней]
- Заслуженный деятель науки Российской Федерации (2006)[источник не указан 1106 дней]